# Blastocatellia
Blastocatellia es una clase de bacterias gramnegativas del filo Acidobacteriota. Contiene un solo orden: Blastocatellales. Fueron descritos en el año 2016. Consiste en bacterias aerobias, de movilidad variable, mesófilas y termófilas, que se encuentran en suelos. 

## Taxonomía
Actualmente se divide en 1 orden (Blastocatellales), 3 familias y 7 géneros:
- Familia Arenimicrobiaceae:
  - Arenimicrobium
  - Brevitalea
- Familia Blastocatellaceae:
  - Aridibacter
  - Blastocatella
  - Stenotrophobacter
  - Tellurimicrobium
- Familia Pyrinomonadaceae
  - Pyrinomonas